# Henry Marcus
Henry Isac Marcus (ur. 2 maja 1866 w Sztokholmie, zm. 30 kwietnia 1944 tamże) – szwedzki lekarz, neurolog, kuzyn dermatologa Karla Marcusa (1873–1935).
Marcus rozpoczął studia medyczne w 1883 w Instytucie Karolinska, gdzie zdał egzaminy lekarskie. W 1896 został ordynatorem w szpitalu Solna (szw. Solna sjukhem). W 1903 doktoryzował się, po czym został docentem neurologii a w 1920 psychiatrii i neurologii Instytutu Karolinska. Obył wiele zagranicznych podróży naukowych gdzie pobierał nauki m.in. u Alzheimera, Ehrlicha, Nonnego, Nissla, Kraepelina i Foerstera. W 1921 otrzymał tytuł profesora (szw.professors namn), a w 1924 zastąpił Frithiofa Lennmalma na stanowisku profesora zwyczajnego neurologii.

## Wybrane prace
- Studie öfver etiologien till dementia paralytica i Sverige (1902)
- Akuta förvirringstillstånd på syfilitisk grund (dysertacja doktorska, 1903)
- Psychose bei perniciöser Anæmie (1903)
- Die Salvarsanbehandlung bei syphilitischen Erkrankungen des Nervensystems (1911)
- Om förändringarna i stora hjärnans bark vid paralysie générale (1914)
- Epilepsie mit Geruchsaura (1915)
- Epilepsi och sinnesslöhet (1915)
- Studien über die symmetrische Gangrän (1919/1921)
- Influensa och nervsystemet (1920)
- Sensorische Paramusie (1913)
- Études cliniques et anatomo-pathologiques sur différentes affections des noyaux centraux du cerveau (1923)
- Minnesrubbningar vid sjukliga förändringar i frontalhjärna och insula (1924). Svenska läkartidningen Jg. 21, Nr. 33, S. 769—792. 1924